# Semčice
Semčice (en allemand : Semtschitz) est une commune du district de Mladá Boleslav, dans la région de Bohême-Centrale, en République tchèque. Sa population s'élevait à 764 habitants en 2020.

## Géographie
Semčice se trouve à 3 km à l'est de Dobrovice, à 9 km au sud-sud-est de Mladá Boleslav et à 52 km au nord-est de Prague.
La commune est limitée par Březno et Nová Telib au nord, par Žerčice à l'est, par Pěčice au sud, et par Dobrovice et Ctiměřice à l'ouest.

## Histoire
La première mention écrite de la localité date de 1297.

## Transports
Par la route, Semčice se trouve à 3,5 km de Dobrovice, à 12 km de Mladá Boleslav et à 65 km du centre de Prague.